# Naučná stezka Údolím Jamníku
Naučná stezka Údolím Jamníku je krátká naučná stezka vedoucí přes území Bílovce, Bítova a okrajově i Tísku v okrese Nový Jičín v Moravskoslezském kraji. Leží také v pohoří Vítkovská vrchovina v přírodním parku Oderské vrchy a v Horním Slezsku.

## Historie a popis
Naučná stezka Údolím Jamníku začíná v Bílovci a končí v Bítově. Vede od hráze Bílovské přehrady kopcovitým terénem - údolím kolem střední části toku potoka Jamník (přítok Seziny), od kterého získala své jméno, až ke Kapličce pod Bítovem. Stezka je značena heraldickou bílou zavinutou střelou, což je část znaku města Bílovec. Je zaměřena na historii a přírodu oblasti. Stezka byla postavena v říjnu 2021, má délku 4,3 km a 7 zastávek s informačními panely na kůlech s vysoceodolného a trvanlivého akátového dřeva.

### Informační panely
1. Vodní nádrž
2. Před údolím
3. U starého dubu
4. U brodu
5. V lese
6. U cesty
7. V Bítově

## Další informace
Stezka je celoročně volně přístupná. Stezka také navazuje na další turistické či cyklistické trasy.

## Galerie

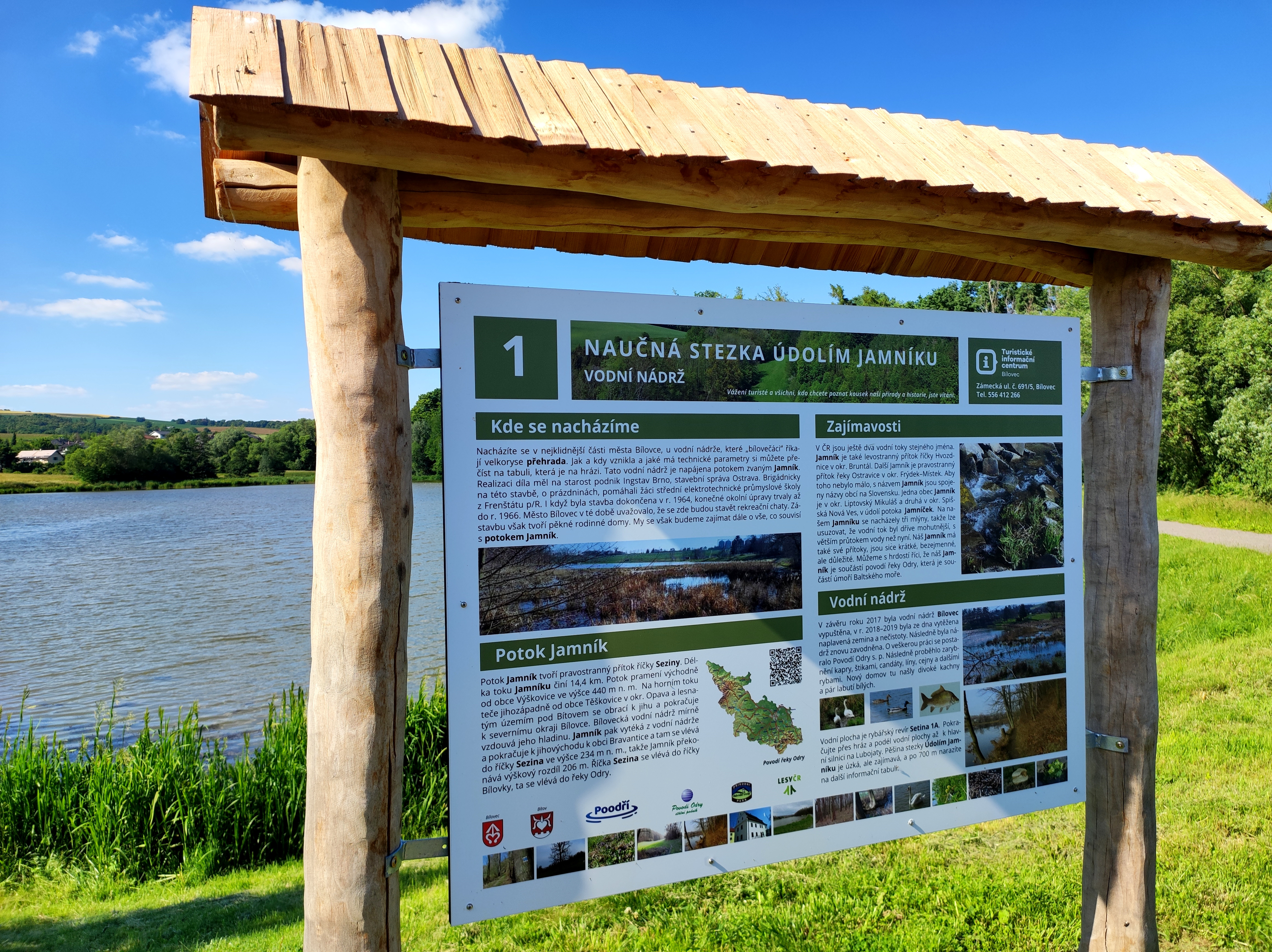
Informační panel na 1. zastavení
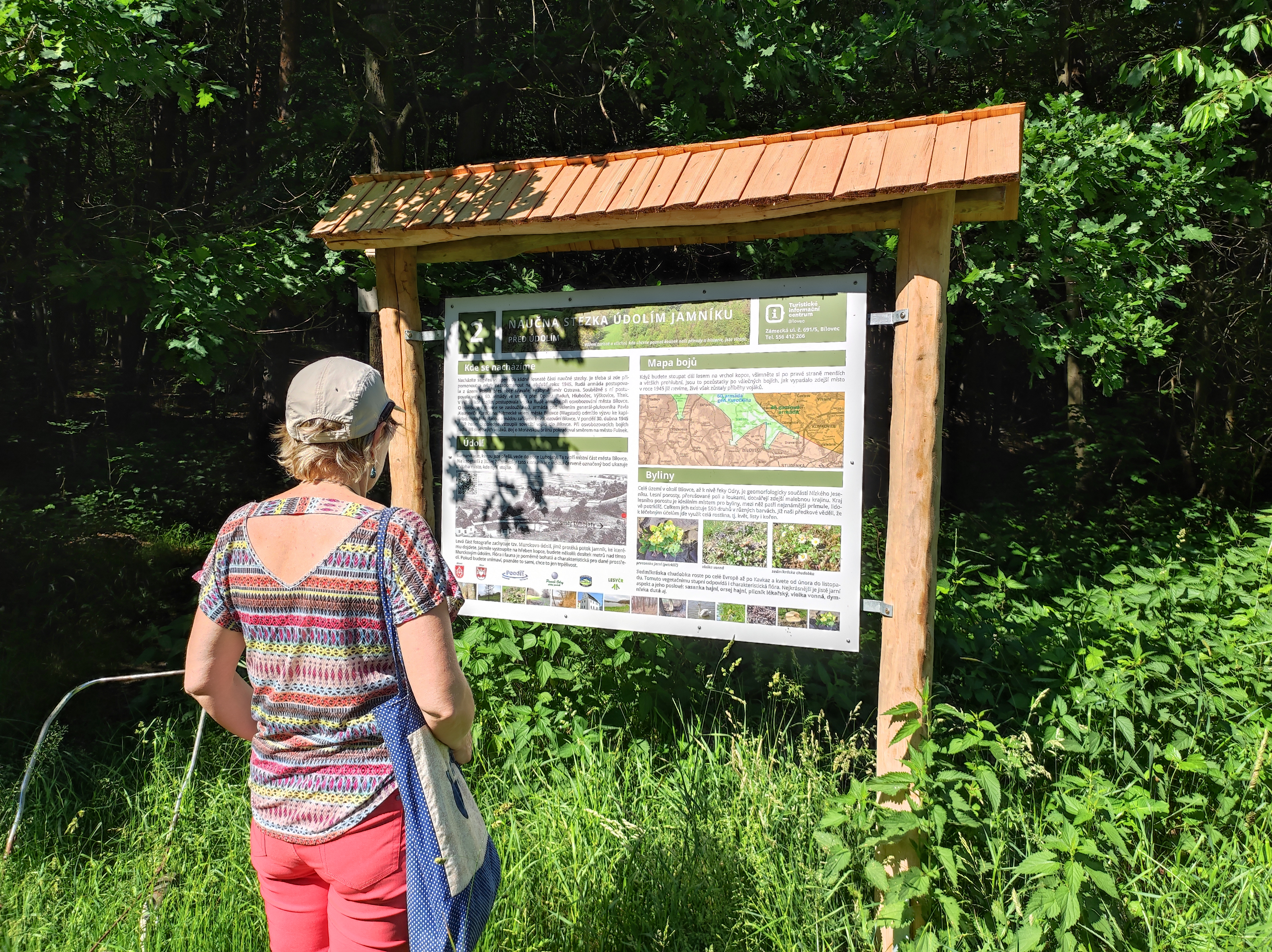
Informační panel na 2. zastavení
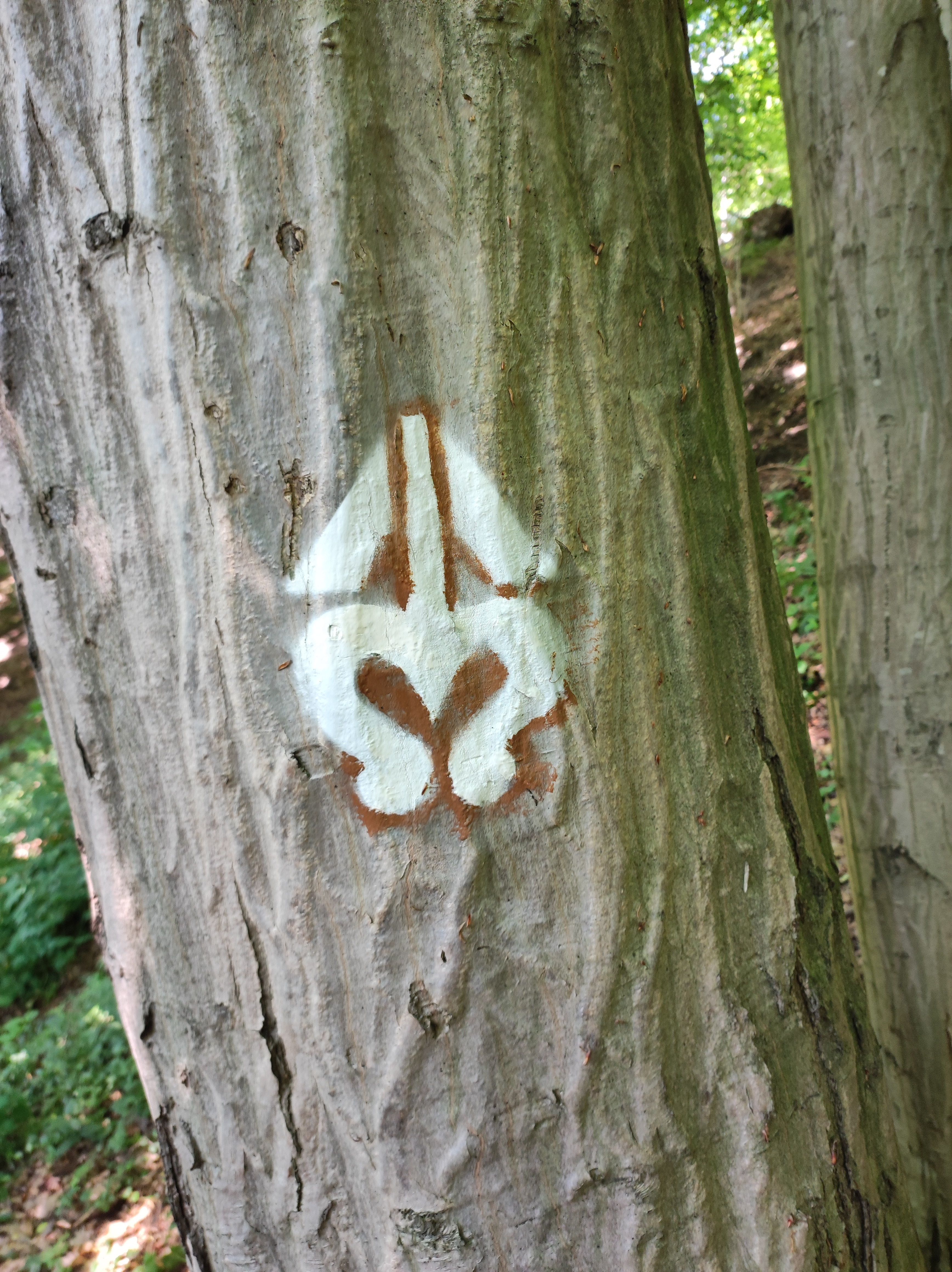
Značení stezky v terénu
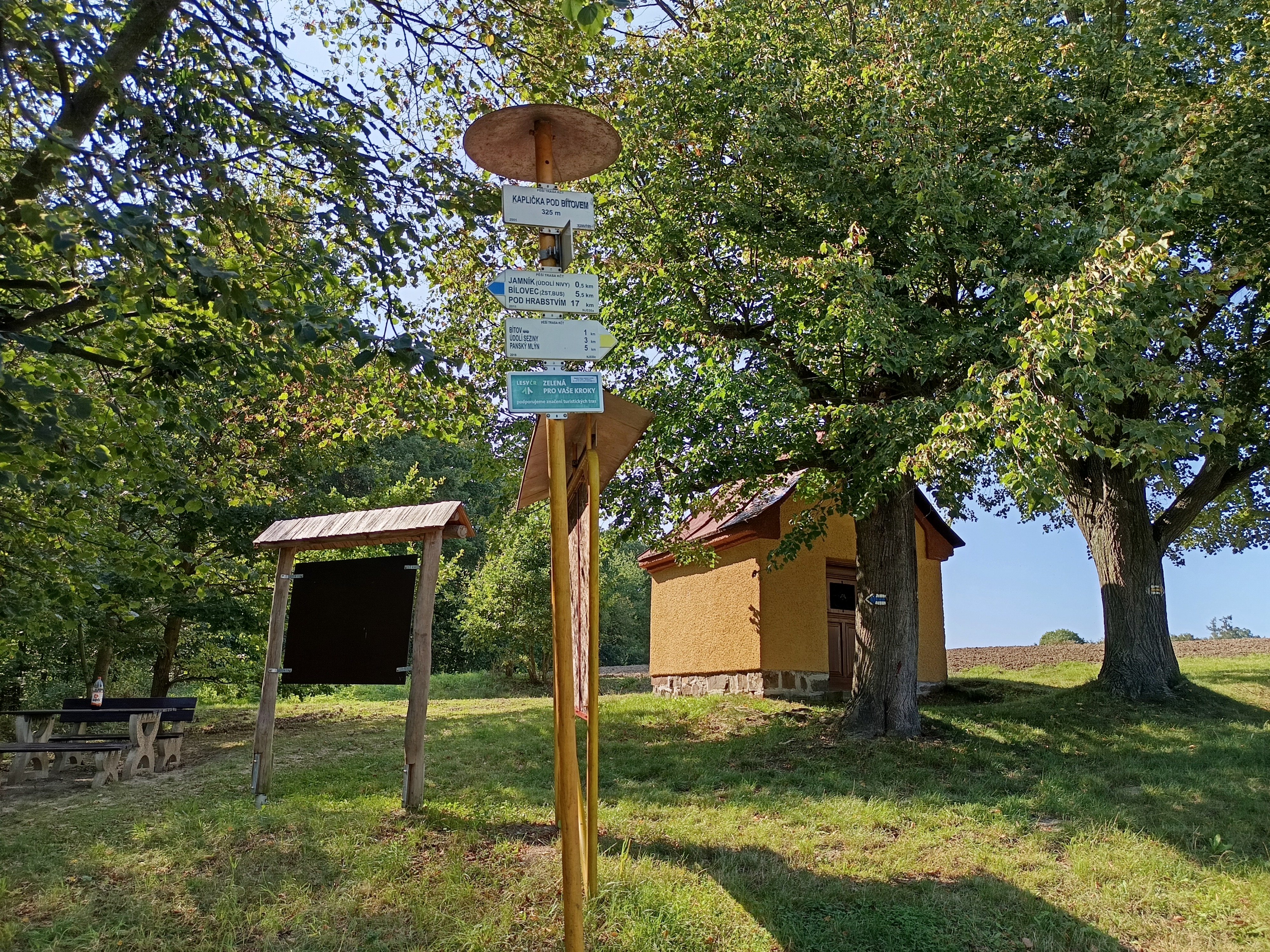
Kaplička pod Bítovem